# 軍民転換
軍民転換（ぐんみんてんかん）とは、軍需産業を自動車、家電といった民需産業に転換すること。
対応する英語"Swords to ploughshares"はイザヤ書に由来する。

## 米ソ両国の比較

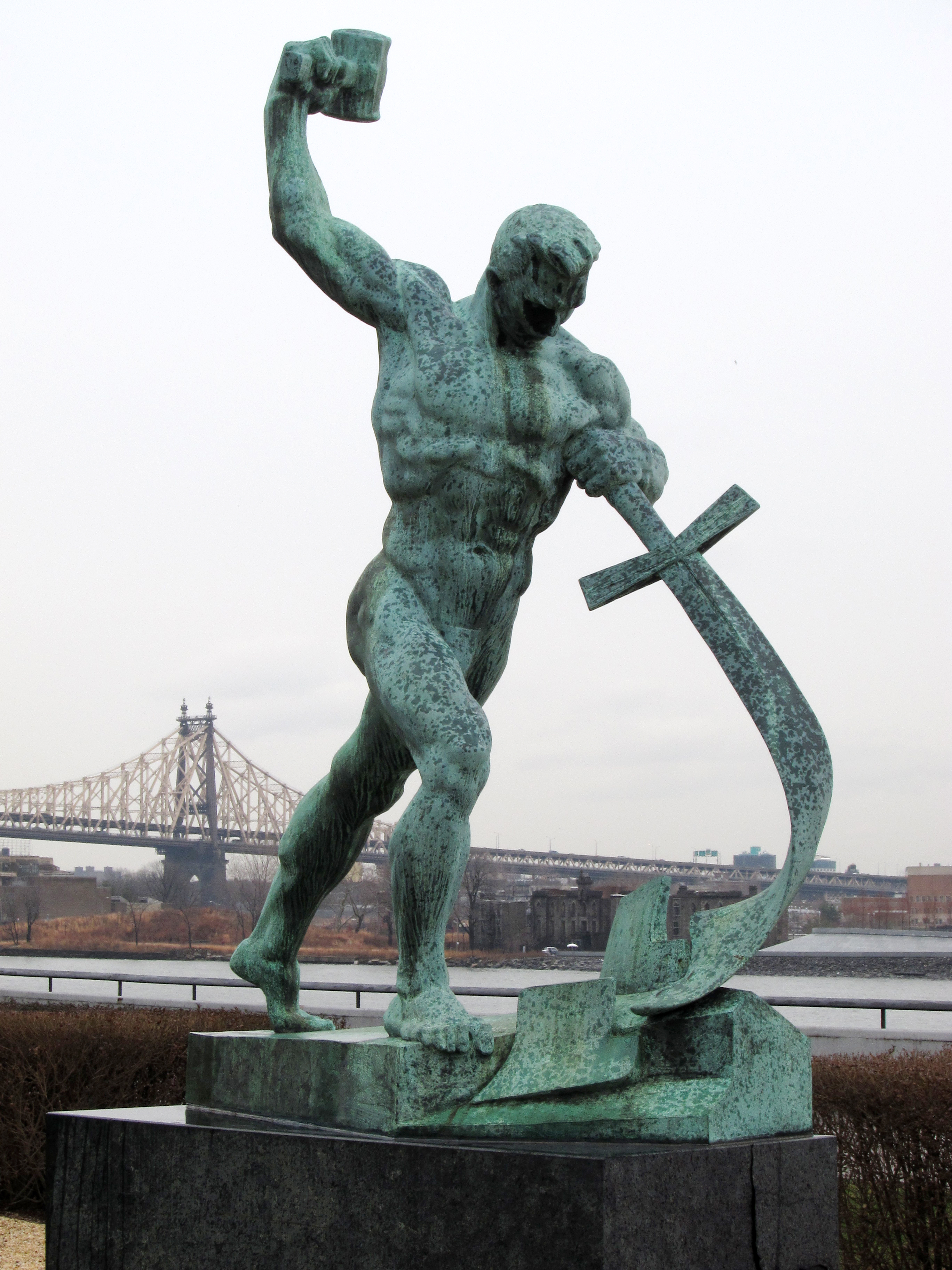
1959年に国連に寄贈されたソ連の「剣を鋤に打ちかえる像」

ソ連の軍民転換はゴルバチョフ政権が推進した。既得権益を脅かすゴルバチョフに対してソ連における軍産複合体の代表であるドミトリー・ヤゾフ国防相やオレグ・バクラーノフ国防会議第一副議長、アレクサンドル・チジャコフ国営企業・産業施設連合会会長らがソビエト連邦の崩壊のきっかけとなる8月クーデターを起こすきっかけとなった。
一方アメリカでは1961年にドワイト・アイゼンハワー大統領が軍民の関係を批判する演説を行い、この際も「剣を鋤に打ちかえる」の話が用いられた。
1987年にソ連と軍拡競争を行う一方で米ソの緊張緩和も求めていた当時のロナルド・レーガン大統領は国連総会で「剣を鋤に打ちかえる」ことを呼びかけた。

## 軍事技術と民間技術
歴史的にはその時代の最先端技術を軍事技術がリードした分野も少なくない。古くから存在する暗号技術、19世紀の製鉄、化学工業、電信などの通信技術、20世紀の航空機、ロケット、トランジスタに起源をもつ半導体、無線通信などは軍事技術と密接に関わっていた。身近なものでも当初、軍用として開発され、その後、民間でも利用されるようになったものが多く存在する。例えば、古いものでは缶詰、近年の代表的なものではインターネットがある。このように、軍事技術が最先端技術をリードし、時代が下った後に民間にも転用されるというサイクルが20世紀後半まで続いていた。また、21世紀に入ってもドローンなどが民生に転用され、軍事技術と民間技術の境界が曖昧なデュアルユース（軍民両用）の問題も起きており、特にアメリカに次ぐ規模で軍事費を投じて軍備増強しつつドローンや家電、自動車など民需産業でも台頭してアメリカに莫大な貿易赤字をもたらした中華人民共和国は「軍民融合」を掲げて米中冷戦や米中貿易戦争とも評されるアメリカとの対立を起こした。